# Сон Йо Чхан
Сон Йо Чхан (кор. 송요찬, 宋堯讚, Song Yo-chan, Song Yoch'an; 13 лютого 1918 — 18 жовтня 1980) — корейський військовик (генерал-лейтенант), дипломат і політик, міністр закордонних справ і торгівлі, віцепрезидент, тимчасовий прем'єр-міністр Республіки Корея.
Вивчав політику й економіку в Університеті Джорджа Вашингтона.
Під час Квітневої революції відмовився застосувати силу проти студентів та інших протестувальників. В останні дні Першої республіки Сон Йо Чхан оголосив воєнний стан та змусив президента Лі Синмана подати у відставку.